# Allessa
Allessa, pseudonimo di Elke Kaufmann (Graz, 2 gennaio 1979), è una cantante austriaca.

## Biografia
Allessa è cresciuta con sua madre a Raaba. Dopo aver ottenuto il diploma di scuola superiore, si è trasferita nella capitale austriaca per studiare Psicologia all'Università di Vienna.
Ha iniziato la sua carriera musicale come parte del girl group C-Bra da lei fondato, con cui ha pubblicato un album e tre singoli, tutti entrati nella top 40 austriaca, fra il 1998 e il 1999. Dopo lo scioglimento del gruppo è stata cantante del gruppo pop Republic; i loro due singoli Ti amo '98 e I'll Be Back hanno raggiunto la top 10 austriaca. Il primo è stato certificato disco d'oro per le oltre 5 000 copie vendute a livello nazionale.
Allessa si è successivamente trasferita in Spagna per un anno, dove ha lavorato come DJ. Al suo ritorno in Austria si è esibita in varie tournée come cantante di cover.
Nel 2006 ha ottenuto un contratto discografico con la Ariola Records, parte della famiglia della Sony BMG, e l'anno successivo è uscito il suo album di debutto Samstag Nacht, che ha raggiunto il 42º posto nella classifica nazionale. È stato seguito da Allessa nel 2012 (19º posto in Austria), da Adrenalin nel 2015 (20º posto), e dalla compilation Das Beste nel 2019 (39º posto).

## Discografia

### Album in studio
- 2007 – Samstag Nacht
- 2012 – Allessa
- 2015 – Adrenalin
- 2021 – Sommerregen

### Raccolte
- 2019 – Das Beste

### Singoli
- 2012 – Zu Weihnachten wünsch ich mir dich
- 2014 – Lüg' nochmal
- 2015 – Du bist die Liebe
- 2016 – Wegen dir
- 2018 – Räuber
- 2018 – Schau nicht mehr zurück